# Socialistický realismus (architektura)

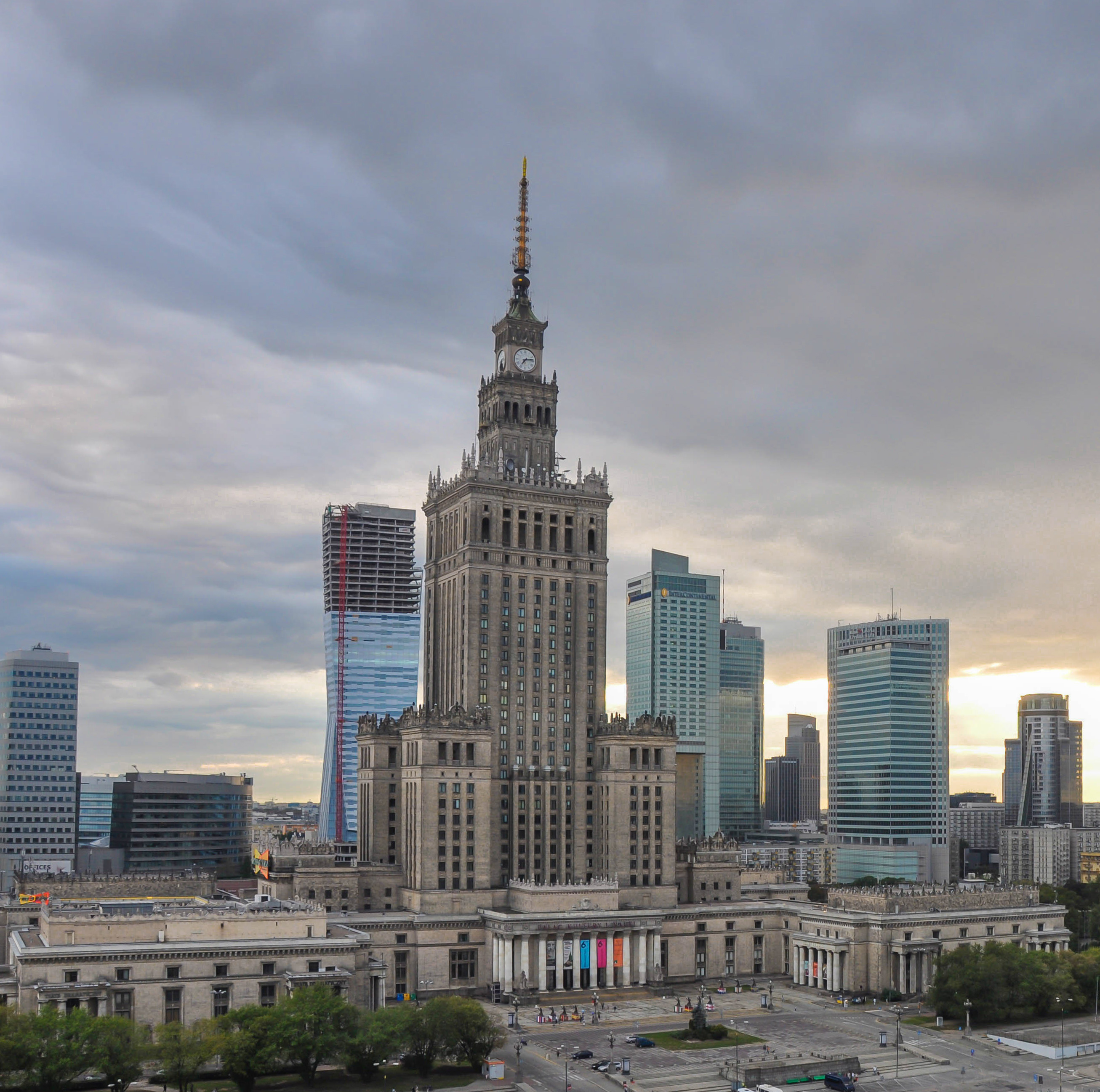
Palác kultury a vědy ve Varšavě, také známý jako 'Dar národů Sovětského svazu'

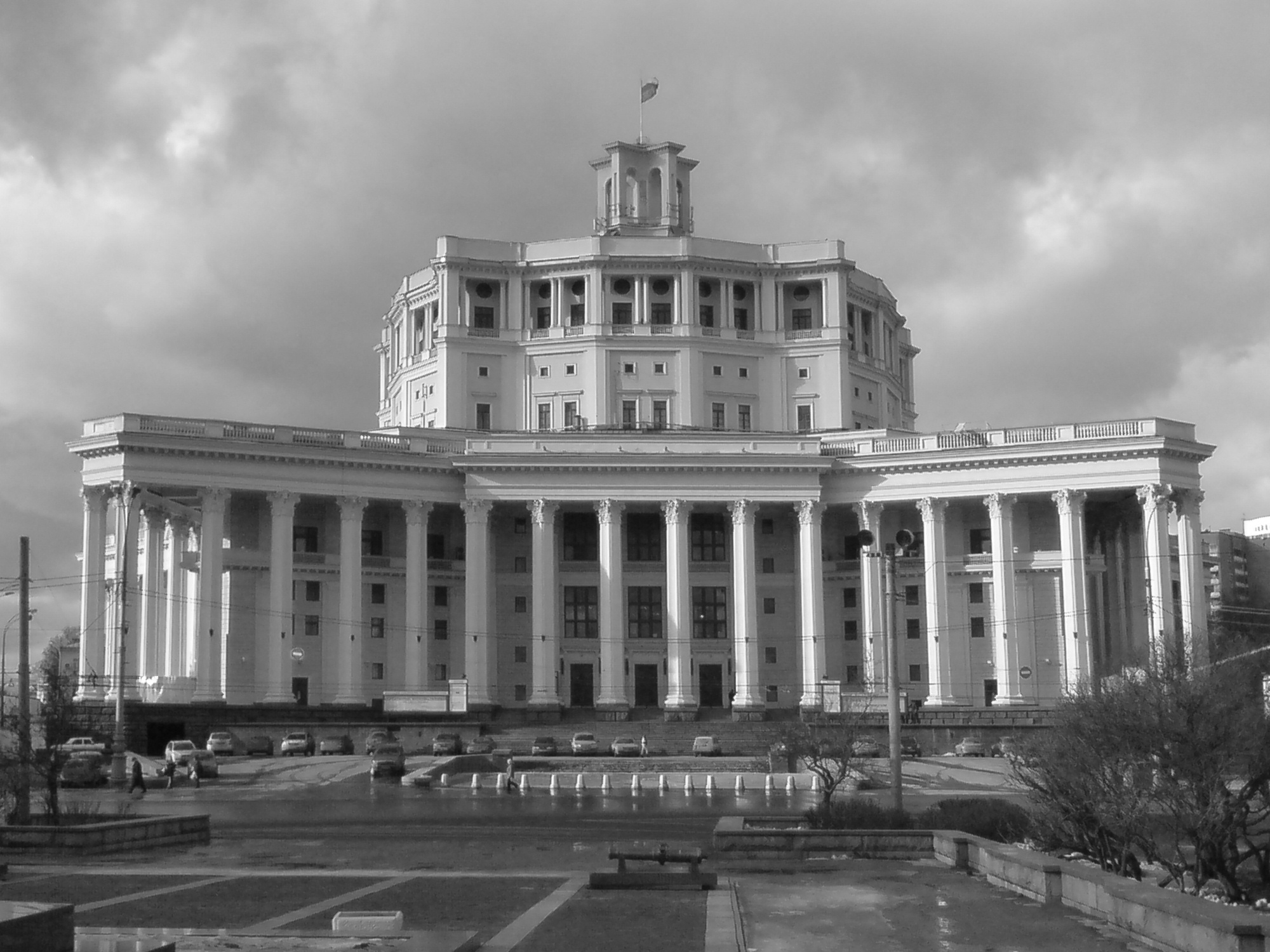
Divadlo ruské armády

Socialistický realismus v architektuře je architektonický styl používaný u reprezentativních staveb v Sovětském svazu a jeho satelitech během vlády Josifa Stalina a v krátkém období po jeho smrti.
V Československu, resp. České republice a na Slovensku nazýván zkráceně "sorela", zřejmě pejorativně myšlená zkratka úvodních slabik slov socialistický + realismus + Lakomý. Poslední slovo odkazuje ke jménu architekta Zdeňka Lakomého, předního ideologa této oficiální doktríny. Za původce pojmu "sorela" bývá zpravidla označován architekt Josef Havlíček.
V socialistickém Československu byly budovány celé části měst ve stylu socialistického realismu, např. Ostrava-Poruba či Havířov, které jsou dnes částí cenných městských památkových zón.

## Historie
Nový hospodářsko-politický systém zapřáhl cílevědomě architekturu do svých služeb, do programových záměrů výstavby a pro tyto úkoly si politicky vždy zformuloval vlastní směrnice i podmínky v architektuře i umění. Architektura tohoto období odrážela nejen způsob života, jeho technickou a kulturní úroveň, ale zejména jeho sociálně-ekonomický stav, a tak se stává nejspolehlivějším dějinným záznamem o vyspělosti života období socialistického realismu.
Ideologie období označovala funkcionalismus za přežitou, pochybnou a bezideovou cestu architektury, popisujíc ji za typickou pro kapitalistické zřízení. Požadavky dialektického materialismu vynucovaly zásady tvorby pro nový sloh, ke kterému se mělo dospět právě metodou socialistického realismu. Tato nová estetika a teorie proklamovala architekturu za takové umění, kde umělec musí vést politický a ideový zápas v zájmu diktatury proletariátu. Tedy v zájmu třídním musí dělat obecné závěry a přijatelnou ideovou stavbu.
Teoretici stalinského socialistického realismu proklamovali, že socialistická architektura má mít účast na jeho společenském soužití nejen účelově, ale i výtvarně. Hlásali, že musí pracujícího člověka přesvědčovat, že je to umění nejdemokratičtější, které musí být obsahem socialistické a formou národní. V samotných tvůrčích zásadách, jimiž se cílevědomě řídí socialistická umělecká tvorba, je vyjádřena potřeba rozvíjet národní formy. Má být, jak to výzva redakční rady časopisu Architektura formulovala, umění takové, "aby podle vzoru velkého příkladu architektury sovětské svou uměleckosti, vysokým uměleckým mistrovstvím za použití nejvyspělejší techniky obohatila naši krásnou vlast novými krásnými stavbami, které by nejen sloužily všem potřebám společnosti, ale právě tak svou krásou vzbuzovaly u všech pracujících nadšení a pocity hrdosti nad dosaženými úspěchy při budování socialismu v naší vlasti, aby vyjadřovaly skvělé myšlenky socialistického humanismu a vlastenectví, aby celému světu ukazovaly velkolepost mírového budování"[zdroj?]. Tak byly položeny hlavní směrné postuláty pro tvorbu formy. Byly účelově verbalisticky prospekulovány na cestu vysoce vytyčené ideovosti umění na dvou postamentech. Jedním z nich byla jednoznačná nutnost poslušně respektovat sovětské zkušenosti a druhým postamentem bylo, že zdroj krásy třeba hledat v tradici, v národní kultuře, v lidové tvořivosti.

## Systém
Po sociální lince se začala věnovat politická péče zejména o obyčejného člověka hledáním způsobů rovnoměrného rozdělení společenského bohatství. To si vynutilo požadavky po co největší industrializaci. To si zase žádalo standardizaci přes maximální typizaci. Na faktorech totalitou vnucených začalo bloudění. Protipólovost velké vůle za uměleckým projevem, abstraktní, vyjadřující krása na jedné straně, a technická pravda progresivních výrobních metod na straně druhé se dostávaly do kolize. Politicky nasměrovaný systém socialistického realismu za hledáním nového slohu života, nových forem tak jak byl interpretován, byl výbojem krátce časovým. Do předepsaného schématu nebylo mnoho zájmu. Právě proto to byla příležitost pro čile myslící architekty, kteří z pózy nezkušených samozvaných interpretátorů vymýšleli teorie odtržení od pokroku techniky, vědy i stavu života. Utápěli se v neschůdných formulacích, aby směrnice slovesného umění aplikovali zcela mechanicky do propagace socialismu přes architekturu. Architektům v tvorbě už zdatným se tohle všechno těžce vstřebávalo. Socialistický realismus nebyl cestou přímého vývoje architektury v našich podmínkách, byl schématem vycházející ze společenského systému, který zde v období socialismu vládl. Rovnoměrné rozdělení společenského bohatství mělo za následek neúměrné zásahy do urbanizace krajiny v důsledku nastolení takového stavu. Asi nejvýstižnější forma staveb socialistického realismu je přes vyjádření monumentalizmu těchto staveb, jejich reprezentativní charakter a jasný symbol moci rozrůstající se světové velmoci, kterou v té době Sovětský svaz byl.
Socialistický realismus byl regionálním slohem v bipolárním rozdělení tehdejšího světa. Byl to svébytný sloh, reflektující situaci své doby, především ve společensko-politické a na mezinárodní scéně.